# Tshurphu Gyeltshab Rinpoche
Tshurphu Gyeltshab Rinpoche (tib.: mtshur phu rgyal tshab rin po che; auch: Goshri Gyeltshab, tib.: go shri rgyal tshab) ist eine bedeutende Trülku-Linie der Karma-Kagyü-Schule des tibetischen Buddhismus. Die Tshurphu Gyeltshab Rinpoches gelten in dieser Schule traditionell als Emanation des Bodhisattva Vajrapani.

## Geschichte
Die Inkarnationslinie der Tshurphu Gyeltshab Rinpoches steht in enger Verbindung mit der der Gyelwa Karmapas, die die jeweils höchsten Lamas der Karma-Kagyü sind. Der Tshurphu Gyeltshab Rinpoche ist traditionell der Regent (Gyeltshab) des Karmapa, der für das Tshurphu-Kloster verantwortlich ist.
Der erste Tshurphu Gyeltshab Rinpoche war Schüler und ab seinem 14. Lebensjahr Sekretär des 6. Karmapa Thongwa Dönden. Den Titel Goshri (auch: Gushri; gu shrI; „Staatslehrer“) erhielt er vom damaligen Kaiser der Ming-Dynastie. Der 2. Tshurphu Gyeltshab Rinpoche Trashi Namgyel erhielt wie der Shamarpa und der Tai Situpa einen roten Hut, bzw. eine rote Vajra-Krone als Zeichen seiner Würde und als Symbol für die Untrennbarkeit des Geistes der Karmapas und der Tshurphu Gyeltshab Rinpoches. Trashi Namgyel war auch für die Anerkennung und Erziehung des 8. Karmapa Mikyö Dorje von besonderer Bedeutung. Der 5. Tshurphu Gyeltshab Rinpoche war ein spiritueller Freund des 5. Dalai Lama Ngawang Lobsang Gyatsho. Der 10. Karmapa Chöying Dorje überließ dem 5. Tshurphu Gyeltshab Rinpoche die Regentschaft über die Klöster der Karma-Kagyü bevor er im 17. Jahrhundert aus Tibet flüchtete. Die Tshurphu Gyeltshab Rinpoches 6.–11. waren sämtlich bekannte und anerkannte tibetische Meditationsmeister.
Zusammen mit dem 12. Tai Situpa inthronisierte der 12. Tshurphu Gyeltshab Rinpoche Dragpa Tenpe Yarphel Orgyen Thrinle Dorje als 17. Gyelwa Karmapa. Neben dem 12. Tai Situpa ist der 12. Tshurphu Gyeltshab Rinpoche einer der Hauptlehrer des Orgyen Thrinle Dorje.

## Liste der Tshurphu Gyeltshab Rinpoches
| mtshur phu rgyal tshab | Name (Liste tibetischer Namen und Titel)           | Lebensdaten | Umschrift nach Wylie                                               |
| ---------------------- | -------------------------------------------------- | ----------- | ------------------------------------------------------------------ |
| 1.                     | Peljor Döndrub                                     | 1427–1489   | dpal ’byor don grub                                                |
| 2.                     | Trashi Namgyel                                     | 1490–1518   | bkra shis rnam rgyal                                               |
| 3.                     | Dragpa Peljor                                      | 1519–1549   | grags pa dpal ’byor                                                |
| 4.                     | Dragpa Döndrub                                     | 1550–1617   | grags pa don grub                                                  |
| 5.                     | Dragpa Chöyang                                     | 1618–1658   | grags pa mchog dbyangs                                             |
| 6.                     | Norbu Sangpo                                       | 1660–1698   | nor bu bzang po (’gro kun kun tu dga’ ba’i dpal)                   |
| 7.                     | Könchog Öser                                       | 1699–1765   | dkon mchog ’od zer                                                 |
| 8.                     | Chöpel Sangpo                                      | 1766–1817   | chos dpal bzang po                                                 |
| 9.                     | Yeshe Sangpo                                       | 1821–1876   | ye shes bzang po                                                   |
| 10.                    | Tenpe Nyima                                        | 1877–1901   | bstan pa’i nyi ma                                                  |
| 11.                    | Dragpa Gyatsho                                     | 1902–1949   | grags pa rgya mtsho                                                |
| 12.                    | Dragpa Tenpe Yarphel; Tendzin Thrinle Chökyi Nyima | * 1954      | grags pa bstan pa yar ’phel; bstan ’dzin phrin las chos kyi nyi ma |